# USS Laub (DD-263)
USS Laub (DD-263) là một tàu khu trục lớp Clemson được Hải quân Hoa Kỳ chế tạo vào cuối Chiến tranh Thế giới thứ nhất. Trong Chiến tranh Thế giới thứ hai, nó được chuyển cho Hải quân Hoàng gia Anh và được đổi tên thành HMS Burwell (H94), đã phục vụ cho đến khi xung đột kết thúc và bị tháo dỡ năm 1947. Nó là chiếc tàu chiến đầu tiên của Hải quân Hoa Kỳ được đặt tên theo Henry Laub (1792-1813), một sĩ quan hải quân tử trận trong cuộc Chiến tranh 1812.

## Thiết kế và chế tạo
Laub được đặt lườn vào ngày 20 tháng 4 năm 1918 tại xưởng tàu Squantum Victory Yard của hãng Bethlehem Shipbuilding Corporation ở Squantum, Massachusetts. Nó được hạ thủy vào ngày 28 tháng 8 năm 1918, được đỡ đầu bởi cô Marjorie Mohan, một hậu duệ của Henry Laub; và được đưa ra hoạt động vào ngày 17 tháng 3 năm 1919 dưới quyền chỉ huy của Hạm trưởng, Trung tá Hải quân W. F. Amsden.

## Lịch sử hoạt động

### USSLaub
Được phân về Lực lượng Khu trục trực thuộc Hạm đội Đại Tây Dương đặt căn cứ tại Newport, Rhode Island, Laub được cho tách ra vào ngày 17 tháng 5 năm 1919 để chiếm lấy vị trí ngoài khơi Newfoundland, và phục vụ như cột mốc dẫn đường cho chuyến bay vượt Đại Tây Dương đầu tiên đầu tiên của thủy phi cơ NC-4. Nó tiếp tục hoạt động thực tập dọc theo bờ Đông cho đến ngày 30 tháng 6, khi nó lên đường đi sang vùng biển Châu Âu. Đi đến Brest, Pháp vào ngày 17 tháng 7, nó hoạt động cùng hạm đội tại vùng biển Tây Âu cho đến khi nó lại lên đường vào cuối tháng 8 để nhận nhiệm vụ tại khu vực Đông Địa Trung Hải. Sau khi đi đến Constantinople vào ngày 2 tháng 9, nó hoạt động cùng Ủy ban Thực phẩm, chuyển tiếp hành cứu trợ cho người tị nạn.
Nó lên đường quay trở về Hoa Kỳ vào ngày 17 tháng 9, về đến New York vào ngày 4 tháng 10; nhưng nó chỉ lưu lại vùng bờ Đông một thời gian ngắn trước khi lại lên đường hai tuần sau đó để gia nhập Hạm đội Thái Bình Dương, đi đến San Diego, California vào ngày 27 tháng 11. Từ tháng 12 năm 1919 cho đến khi nó được xuất biên chế vào ngày 15 tháng 6 năm 1922, Laub tiến hành các cuộc thực tập ngư lôi cùng các chuyến đi huấn luyện nhân sự Hải quân Dự bị dọc theo bờ biển Thái Bình Dương.
Laub được cho nhập biên chế trở lại vào ngày 18 tháng 12 năm 1939 dưới quyền chỉ huy của Trung tá Hải quân B. W. Chippendale. Sau khi hoàn tất chạy thử máy tại San Diego, nó đi đến vịnh Guantánamo, Cuba vào ngày 7 tháng 4 năm 1940 để tham gia nhiệm vụ Tuần tra Trung lập tại vùng biển Caribe. Sau khi làm nhiệm vụ này trong hai tháng, nó lên đường đi Galveston, Texas cho các hoạt động tuần tra trong vịnh Mexico và dọc theo bờ biển Đại Tây Dương. Nó đi đến Halifax, Nova Scotia vào ngày 5 tháng 9 và được cho xuất biên chế tại đây vào ngày 8 tháng 10 năm 1940.

### HMSBurwell
Laub được chuyển cho Anh Quốc vào ngày hôm sau trong khuôn khổ Thỏa thuận đổi tàu khu trục lấy căn cứ. Trong Chiến tranh Thế giới thứ hai, dưới tên gọi HMS Burwell, nó phục vụ cùng Hải quân Hoàng gia Anh trong nhiệm vụ bảo vệ tàu bè Đồng Minh tại Bắc Đại Tây Dương. Burwell được cải biến để tối ưu cho nhiệm vụ hộ tống tàu buôn bằng cách tháo dỡ ba trong số các khẩu pháo hải pháo 4 inch/50 caliber ban đầu và một dàn ống phóng ngư lôi ba nòng để giảm bớt trọng lượng nặng bên trên, lấy chỗ chứa thêm mìn sâu và trang bị một dàn súng cối chống tàu ngầm Hedgehog.
Một sự kiện đáng kể của nó trong quãng đời phục vụ cùng Hải quân Hoàng gia là tham gia vào việc chiếm giữ tàu ngầm U-boat Đức U-570 vào tháng 8 năm 1941.